# Emre Can Baş
Emre Can Baş (* 30. September 1991 in Ordu in der Provinz Ordu) ist ein türkischer Fußballspieler.

## Karriere
Baş durchlief u. a. die Nachwuchsabteilung von Orduspor, dem bekanntesten Verein seiner Heimatstadt. Nachdem dieser Verein im Sommer 2014 in finanzielle Schwierigkeiten geraten war, musste der Kader der Profimannschaft durch Nachwuchs- und Reservespieler verstärkt werden. Im Zuge dieser Maßnahmen wurde Baş im August 2014 mit einem Profivertrag ausgestattet. Neben seinen Einsätzen für die Reservemannschaft befand er sich auch im Kader der Profis. Am 31. August 2014 gab er in der Zweitligapartie gegen Kayserispor sein Debüt.